# Třída Čitose
Třída Čitose byla třída nosičů hydroplánů japonského císařského námořnictva z období druhé světové války. Byly to první japonské válečné lodě od počátku postavené jako nosiče hydroplánů. Postaveny byly dvě jednotky této třídy. Ve službě byly v letech 1938–1944. Účastnily se bojů druhé světové války. Po ztrátě čtyř letadlových lodí v bitvě u Midway je japonské námořnictvo přestavělo na lehké letadlové lodě. Obě byly potopeny v říjnu 1944 během bitvy u mysu Engaño.

## Stavba
Dvě jednotky této třídy postavila v letech 1934–1938 japonská loděnice v Kure.
Jednotky třídy Čitose:
| Jméno  | Loděnice | Založení kýlu | Spuštěna           | Vstup do služby   | Poznámka                                                                                     |
| ------ | -------- | ------------- | ------------------ | ----------------- | -------------------------------------------------------------------------------------------- |
| Čitose | Kure     | 1934          | 29. listopadu 1936 | 25. července 1938 | Přestavěn na lehkou letadlovou loď, vstup do služby 1. ledna 1944, potopena 25. října 1944.  |
| Čijoda | Kure     | 1934          | 19. listopadu 1937 | 15. prosince 1938 | Přestavěn na lehkou letadlovou loď, vstup do služby 31. října 1943, potopena 25. října 1944. |

## Konstrukce

### Nosič hydroplánů

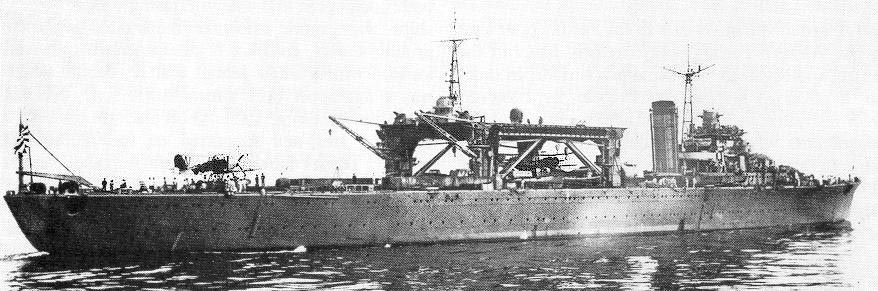
Čitose

Hlavní výzbroj tvořily čtyři 127mm kanóny typu 89 a dvanáct 25mm kanónů typu 96. Neseno bylo až 24 hydroplánů. Část jich mohla být uložena v hangáru spojeném s palubou dvěma výtahy. Letouny startovaly pomocí čtyř katapultů. Pohonný systém plavidel pro zvětšení jejich dosahu kombinoval dieselové motory s parními turbínami. Tvořily jej čtyři kotle Kampon, dva diesely Kampon o výkonu 12 800 hp a parní turbíny Kampon o výkonu 44 000 hp, pohánějící dva lodní šrouby. Nejvyšší rychlost dosahovala 29 uzlů. Dosah byl 11 000 námořních mil při rychlosti 18 uzlů.

### Nosič miniponorek
Druhá jednotka Čijoda byla v květnu až červnu 1940 upravena pro nesení 12 miniponorek typu A.

### Lehká letadlová loď

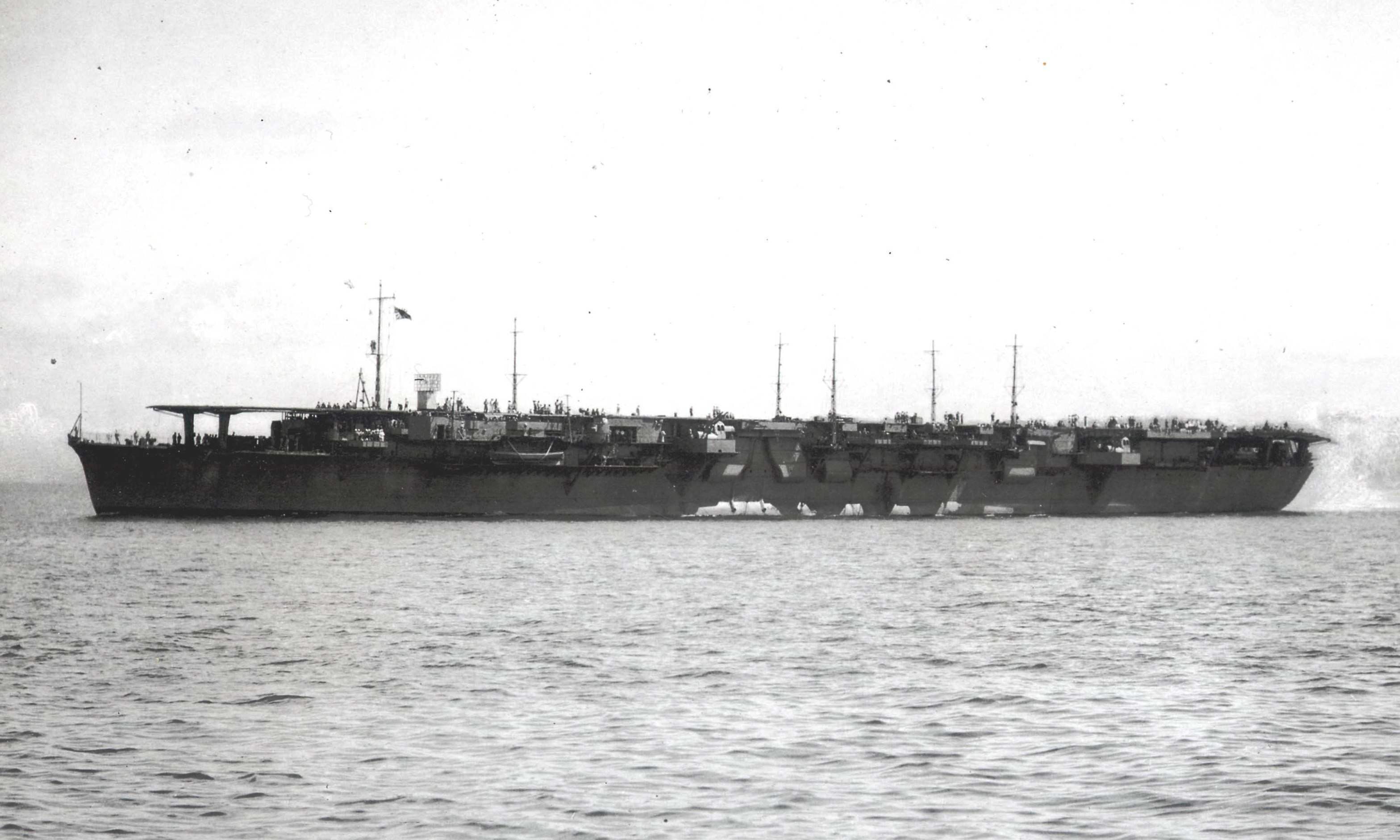
Čitose po přestavbě na letadlovou loď

V letech 1942–1944 byly přestavěny na lehké letadlové lodě hladkopalubového uspořádání. Trup byl opatřen protitorpédovou obšívkou, pohonný systém kryla až 70mm silná paluba, sklady minuce a paliva chránil 25mm pancíř. Letová paluba byla s hangárem spojena dvěma výtahy. Neseno byla až 30 letadel. Pohonný systém zůstal beze změny. Spaliny byly vyvedeny do dvou komínů, jednoho pro kotle a druhého pro diesely.